# Зуенко, Иван Семёнович
Иван Семёнович Зуенко (1922—1992) — полковник Советской Армии, участник Великой Отечественной войны, Герой Советского Союза (1946).

## Биография
Иван Зуенко родился 15 февраля 1922 года в селе Шарковщина (ныне — Миргородский район Полтавской области Украины). Окончил среднюю школу. В 1940 году Зуенко был призван на службу в Рабоче-крестьянскую Красную Армию. В 1941 году он окончил Мелитопольскую военную авиационную школу пилотов, в 1942 году — Высшую школу штурманов и лётчиков Авиации дальнего действия СССР. С ноября того же года — на фронтах Великой Отечественной войны. Участвовал в охране арктических конвоев союзников, забрасывал в тыл противника парашютистов, грузы, боеприпасы для партизан, бомбил вражеские объекты и скопления войск.
К концу войны капитан Иван Зуенко был штурманом эскадрильи 108-го бомбардировочного авиаполка 36-й бомбардировочной авиадивизии 1-го гвардейского бомбардировочного авиакорпуса 18-й воздушной армии. За время своего участия в боевых действиях он совершил 232 боевых вылета.
Указом Президиума Верховного Совета СССР от 15 мая 1946 года за «мужество и героизм, проявленные в боях с немецко-фашистскими захватчиками» капитан Иван Зуенко был удостоен высокого звания Героя Советского Союза с вручением ордена Ленина и медали «Золотая Звезда» за номером 9052.
После окончания войны он продолжил службу в Советской Армии. В 1955 году он окончил Центральные лётно-тактические курсы офицерского состава. В 1968 году в звании полковника Зуенко был уволен в запас. Проживал в городе Энгельсе Саратовской области, скончался 9 ноября 1992 года.
Был награждён двумя орденами Ленина, двумя орденами Красного Знамени, тремя орденами Отечественной войны 1-й степени, двумя орденами Красной Звезды, рядом медалей.